# 星へ行く船
『星へ行く船』（ほしへいくふね）は、新井素子による全5巻のSF小説シリーズ、およびシリーズ第1巻表題作の中編。番外編として『星から来た船』（全3巻）、「αだより」（『ブラック・キャットIII』下巻・出版芸術社版『そして、星へ行く船』収録）がある。

## 概要
第1話「星へ行く船」は、1980年に『高一コース』（学習研究社）4月号から9月号まで連載された。翌年3月に第2話「雨の降る星 遠い夢」を加えて集英社文庫コバルトシリーズ（現コバルト文庫）にて刊行された。以後は集英社文庫コバルトシリーズから書き下ろしで刊行され、1987年に全5巻で完結した。連載当時の挿絵は竹宮惠子（当時は恵子）が担当。文庫本シリーズ化後は、表紙を担当している。
第1話などが、英訳、ラジオドラマ化、カセット文庫化（後にCD化）、漫画化されている。なお、登場人物の山崎太一郎の名前は新井がファンであった声優の広川太一郎に由来しており、文化放送版ラジオドラマでは広川自身が演じている。
舞台は人類が宇宙で当たり前のように生活する未来。地球に住む森村あゆみが、家出ついでに地球を捨てて星へ行く船へ乗り込む事から話は始まる。1巻表題作「星へ行く船」は彼女のそんな家出先、船の中で起こった事件。同巻収録の短編「雨の降る星 遠い夢」は火星で水沢総合事務所（通称・やっかいごとよろず引き受け業事務所）に勤める事になった彼女の初仕事。2巻「通りすがりのレイディ」は水沢総合事務所、火星、そして宇宙に散らばった全人類を巻き込む事になる大事件。3巻「カレンダー・ガール」は勤め先の所長夫妻の新婚旅行先で起こったハプニングの顛末。4巻「逆恨みのネメシス」5巻「そして、星へ行く船」は連続している。今までに起こった事件と、あゆみの持っていた不思議な能力、そしてそれに悩む彼女の葛藤を描く。
『SFが読みたい!2013年版』（早川書房、2013年2月）に出版芸術社よりシリーズを再編集し、書き下ろし含めて全5巻で刊行の予定が発表されたが、『SFが読みたい!2016年版』（早川書房、2016年2月）でも「進行中」と記載されていた。
2016年9月16日に出版芸術社より、一部表現を修正した上で書下ろし短編を追加した「新装・完全版」が刊行開始され、2017年3月に完結した。2019年5月20日に番外編『星から来た船』の「新装・完全版」が刊行開始され、2019年7月に完結した。「新装・完全版」の表紙は大槻香奈が担当している。

## 登場人物

### 水沢総合事務所
森村 あゆみ（もりむら あゆみ）
主人公。家出当初は19歳。生まれは地球で、父は森村コンツェルンの社長。幼い頃は気管支系の持病があり、静養の為田舎で暮らしていた。そこで見上げた星空が記憶にあった為か、家出ついでにあこがれていた宇宙へ飛び出すことになる。
家出後は火星に落ち着き、白猫のバタカップと暮らす。「通りすがりのレイディ」事件で左手の肘から先が義手になる。
「通りすがりのレイディ」事件で、火星の居住ドームに穴をあけたり、生放送中のTV番組を乗っ取るなど過激な一面を持つ。
終盤、喜怒哀楽や好悪の感情を他者と同調させることのできる超能力者であることが判明する。自身が周囲の人から好かれるのは能力のせいではないかと人間不信にも陥るが、最後はそれを乗り越え、生態系も思考系も異なる異星人とのコンタクトのため惑星αへと赴く。
山崎 太一郎（やまさき たいちろう）
出身は地球で、水沢所長の実弟。訳あって生まれてすぐに山崎家へ養子へ行った。
事務所一の腕の持ち主で、言った事は必ず実行できる優秀な人だが、ファッションセンスはかなりだらしない。どんなにいい服を着ても、それをだらしなく着崩すのが彼のモットーらしい。
幼少期には養父母や義姉、その配偶者から過剰（異常?）な愛情を受けて育ったため、年上の家族に対するトラウマがある。
水沢 良行（みずさわ よしゆき）
水沢総合事務所の所長であり、太一郎の実兄。生まれてすぐに別れた太一郎に妙に一方的な愛情を注いでいる。
チェスの火星チャンピオンで、3巻では麻子と結婚。
母子家庭で育っており、母親に楽をさせるため飛び級を繰り返すが、水沢総合事務所を設立して独立した直後に母親は他界してしまう。
水沢（旧姓：田崎） 麻子（みずさわ（たざき） あさこ）
事務所では主に事務とお茶くみ（所員一人一人の好みからその日の体調まで考慮して煎れてくれるため、とても美味しい）を担当するが、武道もたしなむ。
所長とは3巻で結婚、意外とお節介で新婚旅行先で知り合った女の子の家出騒ぎに協力する。高威力の「惑星間のろけ攻撃」が使える。
熊谷 正浩（くまがい まさひろ）
通称熊さん。事務所の所員。一番の年長者で、妻子持ち。昔は企業に勤めていたが派閥争いが肌に合わず退職、弟が所長の友人だった為事務所に勤める。
武道もできるが、もっぱら捕まえた相手に説教を垂れるのを主としている。
中谷 広明（なかたに ひろあき）
事務所の所員。唯一のあゆみの同期。情報屋で、ある程度時間があれば必要な情報をどこからともなく調達してくる。
実はあゆみに思いをよせていたが、あゆみ以外にはバレバレだった。
階段がある限りどんな高層階であろうともエレベーターを一切使わない主義の持ち主。
バタカップ
あゆみの飼い猫で白いメス。意味はきんぽうげ。一人暮らしが寂しいからと飼い始めたが、「通りすがりのレイディ」事件で殺し屋を3人程顔中引っ掻き回して捕まえた功績を買われ、非常勤扱いで事務所の職員となる。
かなり気が強く、惑星αでは数少ないペットの中でボスとなる。あゆみによれば、鳥だけでなく犬ですら彼女を見ると逃げ出すらしい。太一郎や他のメンバーに言わせるとあゆみに似たようだ。

### その他
木谷（旧姓：月村） 真樹子（きたに（つきむら） まきこ）
あゆみ曰く「レイディ」。かつての水沢事務所の所員で、太一郎の元妻（ただし内縁）。『星から来た船』は二人が出会った頃の話。
当時戸籍が地球のままになっていた太一郎は、正式な結婚手続きの為に地球行きのチケットを取りに向かった先で事故に遭い、生死不明となってしまう（数年後に生還）。彼が死んだと思った彼女は、彼の敵を取る為火星から姿を消し、真実を追い求めた。これが「通りすがりのレイディ」事件につながる。
事件を追い求める途中で出会った木谷と結婚、一子を儲け、名前を「太一郎」と名付ける。右手の肩から先と両足が義手・義足。同じメーカーのものを事件後あゆみに渡す。
木谷 信明（きたに のぶあき）
レイディの旦那であり、予知能力者。
「通りすがりのレイディ」事件では地球で行方不明になっていたが、無事に生存が確認された。
5巻で、自分の能力に悩むあゆみの元に素性を隠して現れ、自分の体験談を元に彼女を励ます。
森村 拓（もりむら たく）
あゆみの兄で、小さい頃は宇宙へ出る事を夢見ていた。
しかし成長するにつれその夢を忘れ、父の後を継ぐ事ばかりを口にするようになる。そんな兄に絶望した事もあり、あゆみは家出ついでに宇宙へ飛び出す。
あゆみの家出は駆け落ちと勘違いし後悔、その結果それまで「不肖の息子」と呼ばれていたのを克服し、「不肖の」が取れつつある。
村田（むらた）
「通りすがりのレイディ」事件で木谷氏の名を騙りあゆみの前に姿を現しレイディを連れ去る、安川達に雇われた殺し屋。あゆみと会うと何故か掛け合い漫才もどきを始めてしまい、安川に裏切り者と誤解された事もある。撃たれた直後のあゆみを咄嗟に抑え、怪我を最小限に抑えたが太一郎に勘違いされあばらの骨を折る。
事件後、警察へ連行される前にあゆみの元に見舞いに来た際の台詞「あんた（あゆみ）を見てると殺し屋って職業がむなしくなってくる」はあゆみの性格を見事に表す。
安川（やすかわ）
地球の特権階級で極秘裏に行われていたある計画、それに関わっていた人間の秘書をしていた。事件の真相を知り、資料を持ったまま火星へ逃亡したレイディを追ってやってくる。
あゆみを撃った張本人で、直後レイディによって右手でぶん殴られ重体となる。
残された家族は事件解決普通に生活ができなくなり、一家離散状態となる。
安川 信乃（やすかわ しの）
安川の娘。「通りすがりのレイディ」時は高校生だったが事件発覚後普通の生活が出来なくなる。それにより学校を辞め、病弱だった弟までも病院を追い出された事で事件を公にしたあゆみを逆恨みする為、火星へとやってくる（逆恨みのネメシス）。
しかし実はある人物によってその感情は薄れていて、その人物の依頼によってあゆみの前へ姿を現していた。彼女の言動、そして依頼人の思惑によりあゆみは自分に隠された力を知らされる。

## 既刊一覧
- コバルト文庫（集英社、本編5巻+前日譚3巻+後日譚1話）装画：竹宮恵子[5]
  - 星へ行く船（1981年3月10日発売[6]）ISBN 4-08-610407-5
  - 通りすがりのレイディ（1982年1月9日発売[7]）ISBN 4-08-610466-0
  - カレンダー・ガール（1983年1月10日発売[8]）ISBN 4-08-610537-3
  - 逆恨みのネメシス（1986年9月10日発売[9]）ISBN 4-08-610874-7
  - そして、星へ行く船（1987年5月8日発売[10]）ISBN 4-08-611043-1
  - 星から来た船（上）（1992年4月3日発売[11]）ISBN 4-08-611634-0
  - 星から来た船（中）（1992年5月1日発売[12]）ISBN 4-08-611636-7
  - 星から来た船（下）（1992年6月3日発売[13]）ISBN 4-08-611649-9
  - キャスリング（後）（1994年12月2日発売[14]）ISBN 4-08-614017-9：「αだより」を収録
- 英語版（訳：ナオミ・アンダーソン、講談社〈講談社英語文庫〉）
  - 星へ行く船（1984年11月刊行）ISBN 4-06-186006-2
- 漫画版（作画：よし まさこ、白泉社〈ジェッツコミックス〉）
  - 星へ行く船（1988年11月刊行）ISBN 4-592-13126-6
- 新装・完全版（出版芸術社、全8巻）装画：大槻香奈 - 全体的にリライトされており、全巻に書き下ろし短編小説を収録。「αだより」は5巻に収録している。
  - 星へ行く船（2016年9月16日[15]）ISBN 978-4-88293-491-2
  - 通りすがりのレイディ（2016年9月16日[16]）ISBN 978-4-88293-492-9
  - カレンダー・ガール（2016年11月16日[17]）ISBN 978-4-88293-493-6
  - 逆恨みのネメシス（2017年1月27日[18]）ISBN 978-4-88293-494-3
  - そして、星へ行く船（2017年3月22日[19]）ISBN 978-4-88293-495-0
  - 星から来た船 上（2019年5月20日[20]）ISBN 978-4-88293-518-6
  - 星から来た船 中（2019年6月19日[21]）ISBN 978-4-88293-519-3
  - 星から来た船 下（2019年7月17日[22]）ISBN 978-4-88293-520-9

## ラジオドラマ
1982年に文化放送『私の文庫本』で放送された。あゆみ役は遥くらら、太一郎役はモデルとなった広川太一郎が演じた。
1986年にはNHK-FM『カフェテラスのふたり』でラジオドラマ化された。あゆみ役を小林聡美、太一郎ほか男性キャラ全員の役を山田康雄が演じた。

## カセット文庫
集英社カセット・コバルトシリーズより1988年7月25日に発売された。
- 脚色 … 岡本蛍
- 演出 … 松浦典良
- 声の出演
  - 森村あゆみ … 荘真由美
  - 山崎太一郎 … 古川登志夫
  - 大沢善行 … 井上和彦
  - 黒木浩介 … 若本規夫
  - 山仲真吾 … 山寺宏一
  - ケヴィ老 … 加藤精三
  - 宇宙船係員 … 戸谷公次
  - 宇宙港係員 … 小林通孝
  - 乗換案内の声 … 丸尾知子

## オーディオブック
出版芸術社から出された「新装・完全版」1巻部分が、FeBeより2017年3月27日にオーディオブックとして発売された。
- 声の出演[23]
  - 森村あゆみ … 原紗友里
  - 山崎太一郎 … 関雄
  - 大沢善行 … 徳武竜也
  - 黒木浩介 … 川上晃二
  - 山仲真吾 … 石井孝英
  - 沢礼子 … 小河原みゆき
  - 群竹みずほ … MARISA
  - 和田明雄 … 小林直人
  - 水沢良行 … 浅科准平
  - 田崎麻子 … 長谷川知子

## 漫画版
作画はよしまさこ。「星へ行く船」と「雨の降る星 遠い夢」がコミカライズされた。『週刊マーガレット』にて1984年第39号から第51号まで連載された。ページ数の関係からなかなか単行本にはならなかったが、1988年に白泉社〈ジェッツコミックス〉から単行本が刊行された。
連載開始当初はシリーズ全巻を漫画化する予定があったことをよしまさこは単行本の著者描き下しページで述べている。